# Gheorghe Manea
Gheorghe Manea (n. 8 aprilie 1904, Râmnicu Sărat – d. 3 ianuarie 1978, București) a fost un inginer român, membru corespondent (1963) al Academiei Române.

## Biografie
S-a născut la 8 aprilie 1904, într-o veche familie armenească, fiind al doilea copil al familiei Manea, Cristea, avocat, și Elena, casnică (născută Ciuntu).
Cursul primar l-a urmat în orașul natal. A fost elev al Liceului Internat din Iași, în perioada primului război mondial, absolvind liceul ca șef de promoție; a obținut bacalaureatul în 1922. Din 1923, a plecat la Berlin să studieze ingineria, cu un ajutor din partea Comunitații armene, la  școala Politehnică Charlottenburg, unde a urmat cursurile Facultații de Construcții de Mașini, obținând diploma de inginer mecanic la 14 mai 1928.
Între anii 1930-1932 a efectuat studii pentru doctorat cu celebrul profesor Föttinger, inventatorul cuplajelor hidromecanice. În 1929 tatăl lui a murit, iar el s-a confruntat cu greutăți materiale deosebite. Pentru a se întreține a urmat un curs de sudură autogenă și electrică. În acelasi interval de timp a efectuat practica în marile uzine germane Siemens-Schuckert și la fabrica de locomotive și turbine cu abur Borsig, ambele din Berlin, la fabrica de motoare Diesel "Deutz" din Köln și la fabrica de pinioane Döring din Berlin. Și-a susținut teza de doctorat în ziua de 18 iunie 1932, cu subiectul "Determinarea variației vitezelor și presiunilor de-a lungul paletelor de formă oarecare, ale unui rotor de turbină fără celule". Teza sa este considerată și astăzi clasică în literatura de specialitate, fiind citată in V.R. Hawthorne High Speed Aerodynamics and Jet Propulsion, vol. 10/1964.
Întors în țară în anul 1933, își începe în același timp activitatea didactică și de cercetare. În anul 1933 a fost numit prin concurs asistent la Catedra de organe de mașini din Secția Electrotehnica a școlii Politehnice București.
Pentru cunoașterea industriei romanești, a inițiat excursiile tehnice cu studenții la marile uzine din țară.

### Caracterizare
Decanul facultății l-a caracterizat astfel: 
| “ | Gheorghe Manea este unul dintre cele mai valoroase elemente de care școala noastra dispune și pe care se va putea conta în viitorul formarii inginerilor electromecanici. | ” |

Gheorghe Manea a urcat treptele ierarhiei didactice, devenind în 1940 conferențiar și șef de catedră din 1944. Pentru studenți a elaborat cursul tipărit "Organe de masini", doua volume, 1956 și 1958, care a fost premiat de Academia Romană.

### Astra Vagoane
Între anii 1934-1937 a lucrat la Societatea Astra-Vagoane, organizând producția de vagoane, motoare, armament și muniție la uzinele din Brașov și Orăștie. Experiența acumulată a publicat-o în manualul intitulat "Amenajarea, organizarea și exploatarea fabricilor", 380 de pagini, publicat în 1944, operă premiată de Academia Romană in 1946.

### După 1946
În 1970, in Editura Tehnica a apărut un nou tiraj de 21.000 de exemplare, care a avut un deosebit succes de librărie, epuizându-se fulgerător. Lucrarea a fost apreciată și solicitată în diferite țări străine.
În anul 1948 a fost numit director general al planificării la Intreprinderile Metalurgice ale Statului, ulterior a trecut ca director adjunct al Centralei Industriale a Metalurgiei Prelucrătoare.
Începând din anul 1960 a efectuat cercetări in domeniul organelor de mașini confecționate din materiale plastice și roți dințate. Rezultatele le-a publicat cu titlurile: Asupra utilizării maselor plastice, indeosebi a poliamidelor, în construcția lagărelor de alunecare (1961); Masele plastice celulare (1978); Prelucrarea prin injectie a materialelor plastice (publicată post-mortem, 1986).
Pentru meritele sale știintifice a fost ales membru corespondent al Academiei Romane, la 21 martie 1961. A primit numeroase medalii, printre care Meritul Științific, Medalia și Ordinul Muncii.
S-a stins din viață la București, în ziua de 3 ianuarie 1978, după o lungă și grea suferință.

## Distincții
- titlul de Profesor universitar emerit al Republicii Socialiste România (26 iunie 1969) „în semn de prețuire a personalului didactic pentru activitatea meritorie în domeniul instruirii și educării elevilor și studenților și a contribuției aduse la dezvoltarea învățămîntului și culturii din patria noastră”[1]
- Ordinul Meritul Științific clasa a II-a (1971) „pentru merite deosebite în opera de construire a socialismului, cu prilejul aniversării a 50 de ani de la constituirea Partidului Comunist Român”.[2]